# Pitagora di Reggio
Pitagora di Reggio, meglio noto come Pitagora reggino o Pitagora di Reggio (in greco antico: Πυθαγόρας?, Pythagoras; Rhegion, fine del VI secolo a.C. – metà del V secolo a.C.), è stato uno scultore greco antico attivo tra il 480 e il 450 a.C circa, nel Peloponneso e in Magna Grecia. Le fonti lo ricordano unicamente come bronzista.
Da non confondere con un altro Pitagora, pittore e scultore, nativo di Samo (la cui firma troviamo sulla statua del pugile Eutimo ritrovata a Olimpia).

## Biografia e opere
Nato a Rhégion, fiorente città della Magna Grecia, fu discepolo di Clearco di Reggio (Paus., VI.4.3).
Nell'elenco dei cinque migliori bronzisti greci, che Plinio il Vecchio riprende da Senocrate di Sicione, a Pitagora viene assegnato il quarto posto, dopo Fidia, Policleto e Mirone; inoltre, riferendosi all'arte di Mirone, Plinio afferma:
(Plinio il Vecchio XXXIV 59)
Pitagora viene indicato dunque come il primo scultore ad avere una cura minuziosa di particolari come capelli, tendini e vene, un'attenzione che è tipica dello stile severo e che non riguarda il minuto particolare fine a se stesso, ma la struttura dell'anatomia umana indagata come un tutto organico. Le caratteristiche del suo lavoro hanno permesso di attribuirgli dubitativamente moltissime opere e diversi capolavori dell'arte scultorea di passaggio tra lo stile severo e quello protoclassico: secondo recenti studi potrebbe essere l'autore di una o entrambe le statue note come Bronzi di Riace.
Le numerose opere attribuite a Pitagora dagli antichi (Plinio e Pausania), soprattutto statue di atleti vincitori a Olimpia e a Delfi, ma anche eroi mitologici e effigi divine, sono perdute e nessuna copia dei suoi lavori è stata identificata con certezza; alcune sono in parte riconoscibili in bronzetti, altre in riproduzioni fatte su gemme, cammei, o sulle monete siciliane e italiote.

### Bronzi

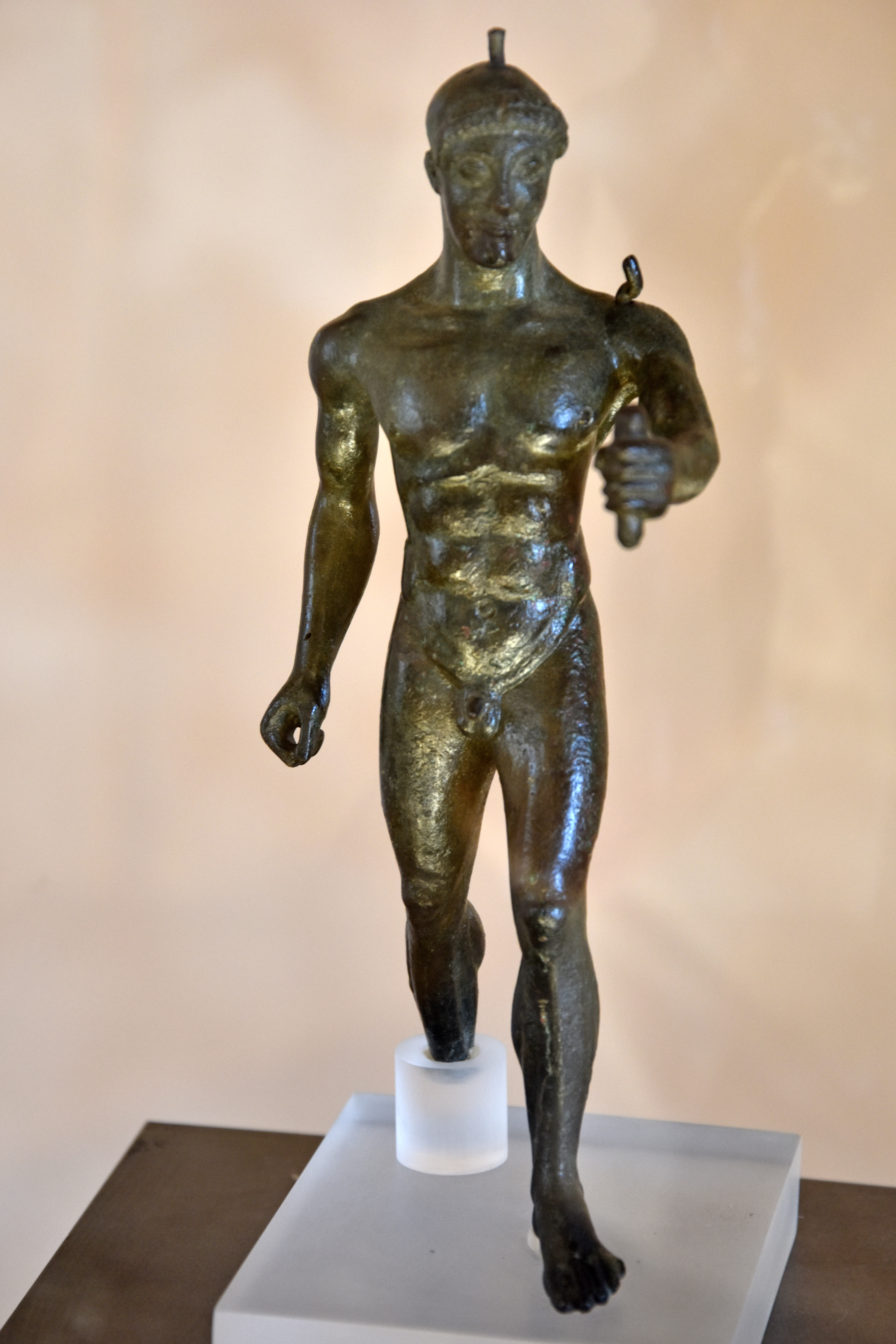
Satuetta raffigurante Apollo proveniente da Celia peuceta, attribuita a Pitagora e alla sua scuola

Pitagora avrebbe realizzato, secondo il resoconto che Pausania fa nel VI libro della sua Descrizione, diverse statue di atleti olimpici:
- il lottatore Leontisco di Messina (VI.4.3);
- Protolao di Mantinea (VI.6.1);
- Dromeo di Stinfale (VI.7.10);
- Astilo di Crotone (VI.13.1);
- Mnasea di Cirene libico (VI.13.7);
- Cratistene di Cirene, vincitore della corsa coi carri (VI.18.1).

Inoltre sono sue opere:
- Apollo che uccide il serpente Pitone di Crotone;
- Bronzi di Riace di Argo;
- Europa su Toro di Taranto;
- Filottete di Siracusa;
- Quadriga di Mnaseas di Cirene.

### Marmi
Benché gli antichi non facciano cenno alla sua attività statuaria in marmo, gli sono state attribuite le statue:
- l'Auriga di Mozia, forse proveniente da Selinunte[2];
- il Guerriero caduto, dal frontone del tempio di Eracle ad Agrigento[3].

## Galleria di opere

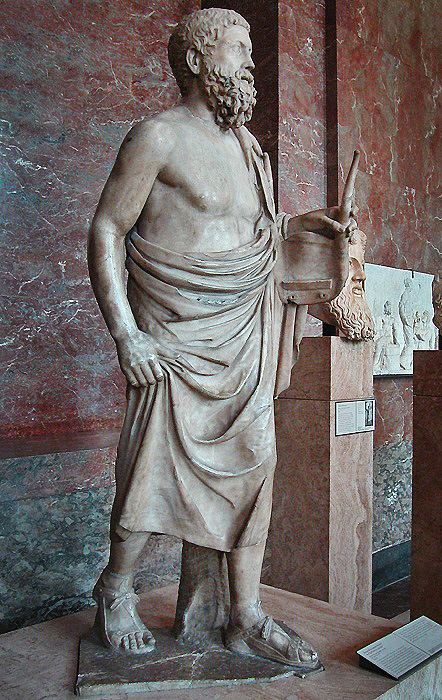
Suonatore di lira copia romana in marmo Museo del Louvre Parigi.
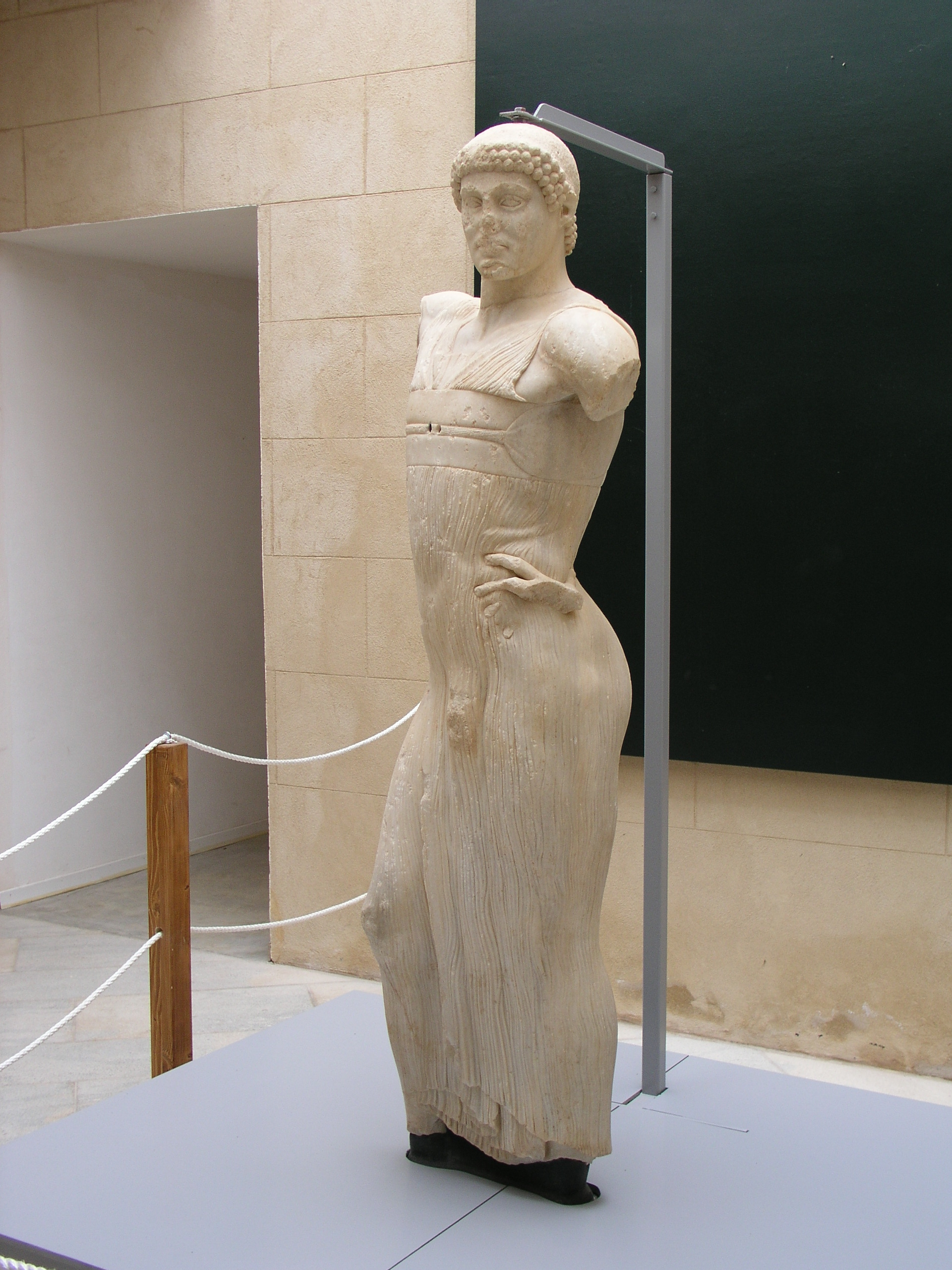
Il Giovane di Mozia
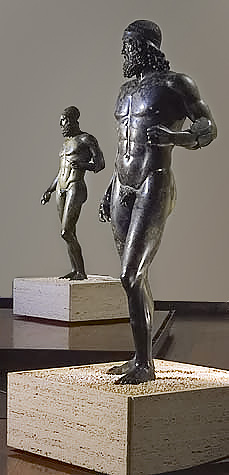
Bronzi di Riace Museo Nazionale Reggio Calabria.
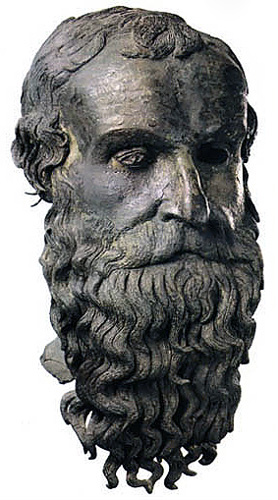
Testa del Filosofo Ritratto di Pitagora di Samo Museo Nazionale Reggio Calabria.